# Слобода (Березинський район)
Слобода (біл. вёска Слабада) — село в складі Березинського району Мінської області, Білорусь. Село підпорядковане Березинській сільській раді, розташоване в східній частині області.